# عائشة المنوبية
عائشة المنوبية واشتهرت بـالسيدة المنوبية أو للاّ المنوبية ( 1190 - 1266 )، واحدة من أشهر نساء تونس، تميّزت بتصوفها وأعمالها الخيرية، تتلمذت على أبو سعيد الباجي وأبو الحسن الشاذلي، وتلقّت دعمًا من والدها لمواصلة تعليمها، واعتُبِر بروزها كامرأة على قدر عالي من التعليم والنشاط الدعوي والخيري حدثًا غير مألوف في عصرها، وقام أهالي منطقتها منوبة ببناء زاوية تكريمًا لها حملت اسم «زاوية السيدة المنوبية»، ونالت هذه الزاوية مكانة هامة في التراث والتاريخ التونسي، تناولت شخصيتها العديد من الكتب والأبحاث التاريخية، بالإضافة إلى العديد من الأعمال الفنية سواءً في الأناشيد الصوفية أو السينما.